# Eccidio di Bovegno
L'eccidio di Bovegno è stata una strage nazifascista avvenuta nell'omonimo comune tra il 15 ed il 16 agosto 1944 e durante la quale furono assassinate 15 persone. Si tratta del più grave fatto di sangue contro la popolazione civile avvenuto nella provincia di Brescia durante la guerra di liberazione.

## Antefatti
Nell'estate 1944 l'alta val Trompia era saldamente controllata dalle forze tedesche. Nonostante ciò erano attive anche alcune formazioni partigiane, di formazione ed orientamento politico differente l'una dall'altra. Accanto alle truppe d'occupazione naziste erano attivi nella repressione anti-partigiana i reparti militari e polizieschi della Repubblica Sociale Italiana. Tra questi uno dei più temuti era la cosiddetta Banda Sorlini, una banda di repressione dipendente dall'Ufficio Politico Investigativo della Questura Repubblicana di Brescia ma spesso al diretto servizio dei tedeschi. Era guidata da Ferruccio Sorlini, un ex-squadrista che era stato tra i primi a mettersi ad disposizione dei nazisti dopo l'8 settembre ma che era stato ben presto allontanato dai comandi a causa dei suoi metodi brutali invisi anche a parte degli stessi fascisti repubblicani bresciani.
Il 12 agosto 1944 due SS rimasero feriti in uno scontro a fuoco con i partigiani a qualche chilometro a sud di Bovegno. Per rappresaglia vennero incendiate alcune case della località Aiale ed un uomo, scoperto appartenere alla Resistenza locale, venne fucilato. Poco dopo venne anche saccheggiato e bruciato parte dell'abitato di Magno, situato a breve distanza.
In quegli stessi giorni un gruppo di partigiani attivi nell'alta val Trompia entrò in contatto con il generale Luigi Masini e concordò con lui che si recasse in paese per costituire una Brigata Matteotti. L'appuntamento con l'ufficiale venne fissato per la sera del 15 agosto presso l'osteria di Cimavilla, a metà strada tra Bovegno Piano e Bovegno Castello.

## L'eccidio

### Il primo giorno
Sul far della sera del Ferragosto un gruppo di sette partigiani, appartenenti a due formazioni differenti, giunse presso l'osteria di Cimavilla. Intorno alle venti una forte colonna di tedeschi e fascisti partì da Gardone Val Trompia alla volta di Bovegno avendo ricevuto l'informativa che avvisava di un'importante riunione partigiana che si sarebbe tenuta nel paese. Ad un chilometro da Cimavilla il convoglio nazifascista si fermò e mandò in avanscoperta le due macchine in testa con a bordo sia militari tedeschi, sia elementi della banda Sorlini. 
Le due automobili si avvicinarono quindi a fari spenti alla piazzetta di Cimavilla, dove nel frattempo i partigiani attendevano l'arrivo della macchina con a bordo il generale Masini. Come comparvero le macchine, verso le 20.50, uno dei partigiani si avvicinò ma, riconosciuto in uno dei passeggeri un fascista della banda Sorlini diede l'allarme e sparò contro l'autista. Ne scaturì quindi uno scontro a fuoco nel quale un tedesco ed un partigiano rimangono feriti. Un ufficiale nazista a bordo della seconda vettura sparò poi un bengala per segnalare la presenza dei partigiani al resto della colonna fermo a valle. 
Terminato lo scontro a fuoco e ritiratisi sia i partigiani che i nazifascisti, la popolazione locale, gran parte della quale radunatasi presso la vicina cooperativa per festeggiare, scese nella piazzetta di Cimavilla per vedere cosa fosse avvenuto. Pochi minuti dopo giunsero i tedeschi ed i fascisti che iniziarono a sparare all'impazzata sulla folla. Un uomo, Maffeo Omodei, rimase ucciso, mentre altri tre rimasero feriti dalle pallottole. Uno dei colpiti, Luigi Vivenzi, morirà qualche ora più tardi all'ospedale. Un ragazzo quindicenne, Battista Facchini, venne invece sventrato con un coltello da un fascista. Nonostante la gravità della ferita, il giovane riuscì ad abbandonare la piazzetta e a raggiungere la sua casa situata nella frazione di Zigole dove morirà tra atroci sofferenze sette ore dopo. Il resto dei presenti cercò riparo nei vicoli del paese e nelle case vicine. Terminata la sparatoria i nazifascisti iniziarono a perquisire le case. Dalla porta del circolo della cooperativa uscì un uomo, Giovanni Valentini, che venne ucciso seduta stante. Nella casa di fronte, i nazifascisti assassinarono poi il fornaio Ariodante Coffanetti che invano vi aveva cercato riparo. In un angolo della piazza venne poi ammazzato Luigi Vecchi. Nelle ore successive tedeschi e repubblichini continuarono a perlustrare l'intero abitato perquisendo, sparando, razziando e saccheggiando. Un gruppo di donne del paese, insieme a due bambini, fu costretto a salire su un camion fermo al centro della piazzetta e ad assistere alle razzie. Alcune abitazioni vennero poi date alle fiamme dai fascisti. Mentre le case e la cooperativa bruciavano, alcuni repubblichini lanciarono l'allarme del fuoco per far uscire altri uomini di Bovegno che si erano nascosti. Aldo Vezzoli, Giuseppe La Paglia, Maffeo Omodei e Giuliano Tanghetti, che erano giunti in piazza con dei secchi pieni d'acqua, vennero così assassinati a raffiche di mitra dagli uomini di Sorlini. 
Verso le 23:00 il camion con a bordo le donne venne fatto allontanare dalla piazza e portato presso la casa di Isacco Tanghetti, dove avevano trovato riparo alcuni dei testimoni della sparatoria. Fatta quindi irruzione nell'abitazione i nazifascisti prelevarono Tanghetti, la moglie, la figlia. Nella stessa abitazione gli aguzzini fermarono anche Giuseppe Gatta, Giovanni Mazzoldi e Arnaldo Bertella, più la moglie e i due bambini di uno di questi che avevano qui cercato rifugio dopo l'inizio della sparatoria. 
Verso mezzanotte un messaggero portò la notizia dell'avvenuto decesso a Gardone del tedesco ferito all'inizio del blitz contro Bovegno. L'autocarro con gli ostaggi venne fatto fermare e le donne con i bambini furono fatti scendere e fatti allontanare. Tanghetti, Gatta, Mazzoldi e Bertella vennero fatti allineare contro il muro della provinciale e fucilati. Bertella, solamente colpito di striscio alla testa, si finse morto e riuscì così a sopravvivere. Verso le 00:30 i nazifascisti rientrarono a Gardone Valtrompia con gli automezzi carichi di beni saccheggiati dalle case di Bovegno.

### Il secondo giorno
Il giorno seguente i famigliari delle vittime ricomposero i resti dei loro cari nei letti. I corpi di La Paglia, Vecchi, Vezzoli e Vivenzi vennero invece ricomposti nella camera mortuaria del locale cimitero. Nel frattempo l'arciprete Francesco Bertoli si recò a Brescia e, insieme al vescovo Giacinto Tredici, si fece ricevere dal prefetto Innocente Dugnani per chiedere che Bovegno venisse risparmiata da ulteriori attacchi. 
Alle 15 però una colonna nazifascista, sempre guidata da Sorlini, attaccò nuovamente Bovegno. La popolazione terrorizzata fuggì nei boschi e nelle montagne circostanti portando con sé il minimo indispensabile per sopravvivere. Giunti nella piazzetta di Cimavilla i repubblichini iniziarono a sparare contro le porte e le facciate delle case. Diverse abitazioni furono poi saccheggiate. In località Bovegno Castello i fascisti diedero alle fiamme la cooperativa. Poco dopo i repubblichini s'imbatterono in Giovanni Gatta. Questi, essendo sordomuto, non intese l'alt impostogli dai militi e cercò di fuggire sentendosi in pericolo. Nonostante il tentativo di mettersi in salvo Gatta venne ucciso dalle raffiche dei fascisti. 
Poco dopo i fascisti si recarono al cimitero locale e penetrarono nella camera mortuaria dove riposavano le salme di quattro uomini uccisi la sera prima. Dopo aver stretto un cappio al collo di ciascun cadavere gli uomini di Sorlini legarono le corde al paraurti del camion e trascinarono i cadaveri sino alla piazzetta di Cimavilla. Qui vennero portate anche le salme di Gatta e quella di Coffanetti. In quest'ultimo caso i repubblichini oltraggiarono il cadavere, che era stato ricomposto sul letto di casa, lanciandolo dalla finestra di casa. I resti di alcune delle vittime vennero poi allineati sul vicino campo da bocce e fotografati dagli stessi fascisti come testimonianza di quanto fatto. Non essendo però disponibili tutti i cadaveri delle persone uccise la sera precedente i fascisti fecero posare alcuni abitanti della zona assieme ai morti. Ai pochi abitanti di Bovegno rimasti fu poi intimato di lasciare esposti i corpi.
Nelle ore successive i fascisti continuarono a perlustrare le strade del paese bruciando le case delle vittime della strage e minacciando chiunque capitasse a tiro. Verso le 19:00 i nazifascisti lasciarono Bovegno non prima di aver prelevato come ostaggio il parroco Giovanni Zubbiani che aveva chiesto invano di poter portare via i corpi delle vittime.

## Vittime
- Ariodante Coffanetti, nativo di Casaloldo ma abitante a Bovegno, classe 1905;
- Battista Facchini, di Bovegno, classe 1928;
- Giovanni Facchini, di Bovegno, classe 1884;
- Giovanni Gatta, di Bovegno, classe 1900;
- Giuseppe Gatta, di Bovegno, classe 1915;
- Giuseppe La Paglia, di Caltanissetta, classe 1895;
- Giovanni Mazzoldi, di Bovegno, classe 1907;
- Maffeo Omodei, di Bovegno, classe 1884;
- Maffeo Omodei, di Bovegno, classe 1894;
- Giuliano Tanghetti, di Bovegno, classe 1928;
- Isacco Tanghetti, di Bovegno, classe 1909;
- Giovanni Valentini, di Bovegno, classe 1912;
- Luigi Vecchi, di Brescia, classe 1896;
- Aldo Vezzoli, di Brescia, classe 1910;
- Luigi Vivenzi, di Bovegno, classe 1897.

## Conseguenze
Il 17 agosto l'arciprete Bertoli insieme al vescovo Tredici si recò al comando tedesco di Mompiano per chiedere di risparmiare il paese. I comandi nazisti assicurarono che nessun'altra azione militare avrebbe colpito il paese. Il giorno stesso si celebrarono a Bovegno i funerali delle vittime dell'eccidio.
Il 31 agosto successivo morì a Tavernole sul Mella Giovanni Facchini, ferito durante la sparatoria nella piazzetta di Cimavilla. Questo decesso fece così salire il numero delle vittime a 15.

## Risvolti processuali
Il 27 luglio 1945 si aprì presso la Corte d'Assise Straordinaria di Brescia il processo contro Ferruccio Sorlini. L'ex gerarca, dopo la Liberazione, aveva cercato di far perdere le proprie tracce ma era stato riconosciuto ed arrestato a Parma. Fu quindi condotto nella sua città natale per essere sottoposto a giudizio per i numerosi crimini a lui addebitatigli. Il secondo giorno del processo un carabiniere di guardia sparò a Sorlini uccidendolo.
Il 9 novembre 1948 iniziò alla Corte d'Assise di Bologna il processo contro diciannove componenti della banda Sorlini. Di questi solo sette (Giovanni Beltracchi, Lino Carpinali, Eugenio Castellini, Giovanni Cavagnis, Giuseppe Glisenti, Franco Persevalli e Mario Serioli) furono accusati di aver preso parte all'eccidio di Bovegno. 
Il dibattito processuale sui fatti di Bovegno mostrò fin da subito tutte le sue debolezze, anche a causa delle latitanze di alcuni dei principali imputati come Cavagnis, fuggito in Argentina, Castellini e Serioli. Il procedimento si chiuse il 12 gennaio successivo. Il solo Castellini venne riconosciuto colpevole di aver partecipato all'eccidio di Bovegno e condannato a trent'anni di reclusione. Gli altri sei imputati furono assolti o condannati per altri reati.

## Monumenti e omaggi
Nella piazzetta di Cimavilla, ribattezzata piazza Martiri della Libertà, è stata scoperta una lapide a ricordo delle vittime dell'eccidio del 15 e 16 agosto 1944. Il comune di Bovegno il 9 dicembre 2005 è stato insignito dal Presidente della repubblica della medaglia di bronzo al Merito Civile.